# Zahra Ouaziz
Zahra Ouaziz (arabisch زهرة وعزيز, DMG Zahra Waʿzīz; * 20. Dezember 1969 in Oulmès in der Provinz Khémisset) ist eine ehemalige marokkanische Langstreckenläuferin.

## Leben
Erste Erfolge feierte sie mit den marokkanischen Meistertiteln im 3000-Meter-Lauf 1992 und im 5000-Meter-Lauf 1994 sowie dem Sieg im 10.000-Meter-Lauf bei den Spielen der Frankophonie 1994.
1995 belegte sie zunächst den siebten Platz im 3000-Meter-Lauf bei den Hallenweltmeisterschaften in Barcelona. Der internationale Durchbruch gelang ihr im selben Jahr bei den Leichtathletik-Weltmeisterschaften in Göteborg. Im 5000-Meter-Lauf gewann sie mit einer Zeit von 14:53,77 min die Bronzemedaille hinter Sonia O’Sullivan und Fernanda Ribeiro.
Bei den Olympischen Spielen 1996 in Atlanta startete Ouaziz über 5000 m, verpasste jedoch den Einzug in das Finale. Erst 1998 konnte sie wieder einen größeren Erfolg feiern. Bei den Crosslauf-Weltmeisterschaften in Marrakesch errang sie die Silbermedaille auf der Kurzstrecke und führte Marokko damit zu einem äußerst knappen Sieg in der Mannschaftswertung. Bei den Afrikameisterschaften im selben Jahr in Dakar gewann sie mit einer Zeit von 8:53,75 min und fast zwanzig Sekunden Vorsprung auf die ersten Verfolgerinnen die Goldmedaille. Ebenfalls 1998 stellte sie in 14:32,08 m einen Afrikarekord im 5000-Meter-Lauf auf.
Die Saison 1999 begann für Ouaziz mit dem Gewinn der Silbermedaille über 3000 m bei den Hallenweltmeisterschaften in Maebashi. Einige Monate später feierte sie mit dem zweiten Platz im 5000-Meter-Lauf bei den Leichtathletik-Weltmeisterschaften in Sevilla den größten Erfolg ihrer Karriere. Mit einer Zeit von 14:43,15 min musste sie sich lediglich der Titelverteidigerin Gabriela Szabo geschlagen geben. Kurz zuvor hatte Oaziz mit 8:26,48 min über 3000 m einen weiteren Afrikarekord aufgestellt.
Ouaziz erzielte ihren letzten bedeutenden Erfolg bei den Crosslauf-Weltmeisterschaften 2000 in Vilamoura, als sie wieder die Silbermedaille auf der Kurzstrecke holte. Danach gelang ihr noch ein vierter Platz über 3000 m bei den Leichtathletik-Hallenweltmeisterschaften 2003 in Birmingham. Bei ihren Teilnahmen an den Leichtathletik-Weltmeisterschaften 2003 in Paris sowie an den Crosslauf-Weltmeisterschaften 2003 und 2004 konnte sie sich nicht mehr unter den ersten zehn platzieren. Aufgrund anhaltender Verletzungsprobleme beendete sie 2004 ihre aktive Laufbahn und übernahm einen Posten als Nachwuchstrainerin.
Zahra Ouaziz ist 1,66 m groß und wog zu ihrer aktiven Zeit 50 kg. Ihre jüngere Schwester Seloua Ouaziz war ebenfalls als Langstreckenläuferin aktiv.

## Bestleistungen
- 1500 m: 4:00,60 min (NR), 19. Juli 1998, Stuttgart
- 3000 m: 8:26,48 min (NR, ehem. AR), 11. August 1999, Zürich
- 5000 m: 14:32,08 min (NR, ehem. AR), 1. September 1998, Berlin